# کوه ابستراکشن
کوه ابستراکشن (به انگلیسی: Obstruction Peak) یک قله و کوه در ایالات متحده آمریکا است که در شهرستان کلالام، واشینگتن واقع شده‌است. کوه ابستراکشن ۱٬۹۶۵٫۹۸ متر بالاتر از سطح دریا واقع شده‌است.